# Dordschsürengiin Sumjaa
Dordschsürengiin Sumjaa (mongolisch Доржсүрэнгийн Сумъяа; * 11. März 1991 in Baruunturuun, Uws-Aimag) ist eine mongolische Judoka. Sie war Olympiazweite 2016 und Weltmeisterin 2017.

## Sportliche Karriere
Die 1,60 m große Dordschsürengiin Sumjaa kämpft im Leichtgewicht, der Gewichtsklasse bis 57 Kilogramm. 2010 war sie U20-Asienmeisterin. Im Jahr darauf belegte sie den fünften Platz bei den Asienmeisterschaften in der Erwachsenenklasse. Bei den Asienmeisterschaften 2012 unterlag sie nur der Japanerin Anzu Yamamoto und erhielt eine Bronzemedaille. Die Mongolin nahm auch an den Olympischen Spielen 2012 in London teil, unterlag aber dort in ihrem ersten Kampf der Südkoreanerin Kim Jan-di.
Bei den Asienmeisterschaften 2013 unterlag sie wie im Vorjahr einer Japanerin, diesmal war es Megumi Ishikawa. In der Hoffnungsrunde erkämpfte Dordschsürengiin Sumjaa eine Bronzemedaille. 2014 gewann sie bei den Ostasienspielen. Bei den Weltmeisterschaften erreichte sie den fünften Platz. Einen Monat nach den Weltmeisterschaften gewann sie eine Bronzemedaille bei den Asienspielen, nachdem sie nur gegen Kim Jan-di verloren hatte. 2015 belegte sie den siebten Platz bei den Asienmeisterschaften. Bei der Universiade 2015 in Gwangju schlug sie in der ersten Runde Kim Jan-di und erkämpfte mit vier weiteren Siegen den Titel. Ende August bei den Weltmeisterschaften in Astana unterlag sie im Viertelfinale der Japanerin Kaori Matsumoto, kämpfte sich aber mit Siegen über die Portugiesin Telma Monteiro und die Kanadierin Catherine Beauchemin-Pinard zur Bronzemedaille durch. Bei den Asienmeisterschaften 2016 in Taschkent besiegte sie im Halbfinale die Japanerin Anzu Yamamoto und im Finale Kim Jan-di. Fast vier Monate später besiegte Dordschsürengiin Sumjaa bei den Olympischen Spielen 2016 in Rio de Janeiro im Viertelfinale Telma Monteiro und im Halbfinale die Japanerin Kaori Matsumoto jeweils durch Ippon. Im Finale unterlag sie der Brasilianerin Rafaela Silva durch eine Strafwertung.
Im Mai 2017 belegte Dordschsürengiin Sumjaa den fünften Platz bei den Asienmeisterschaften, nachdem sie im Halbfinale gegen die Südkoreanerin Kwon Jou-yeong verloren hatte. Drei Monate später gewann die Mongolin bei den Weltmeisterschaften in Budapest im Viertelfinale gegen die Südkoreanerin. Im Halbfinale besiegte sie die für Panama startende Miryam Roper und im Finale die Japanerin Tsukasa Yoshida. 2018 erkämpfte Dordschsürengiin Sumjaa nach einer Viertelfinalniederlage gegen die Nordkoreanerin Kim Jin-a eine Bronzemedaille bei den Asienspielen. Bei den Weltmeisterschaften in Baku unterlag sie im Halbfinale der Britin Nekoda Smythe-Davis, erkämpfte sich aber danach die Bronzemedaille durch einen Sieg über Kwon Jeu-jeong. Nach einigen guten Ergebnissen bei Grand-Slam-Turnieren trat Dordschsürengiin Sumjaa 2021 auch bei den Olympischen Spielen in Tokio an, schied aber in ihrem ersten Kampf gegen die Slowenin Kaja Kajzer aus.